# 萨图·霍塔里
萨图·霍塔里（芬蘭語：Satu Huotari，1967年3月13日—），芬兰女子冰球运动员。她曾代表芬兰参加1998年冬季奥林匹克运动会冰球比赛，获得一枚铜牌。她也曾获得三枚世界女子冰球锦标赛铜牌。